# 키스 브레이스웨이트
키스 브레이스웨이트(Keith Braithwaite)는 전 축구 선수이자, 현재 축구 지도자이다.
브레이스웨이트는 1982년부터 1992년까지 크라이스트처치 유나이티드 FC에서 활약 했다. 구단에 동안 브레이스웨이트는 구단의 최고 득점자이자 역대 최장 기간의 주장이되었다. 1987년 그는 마나와투와의 단일 경기에서 6골을 득점하며 뉴질랜드 내셔널리그에서의 기록을 세웠다.
브레이스웨이트는 1988년 6월 23일 사우디아라비아를 상대로 3-2 승리를 거둔 경기에 뉴질랜드 대표로 국제 경기에 출전하게 되었다.